# Leo Hendrick Baekeland

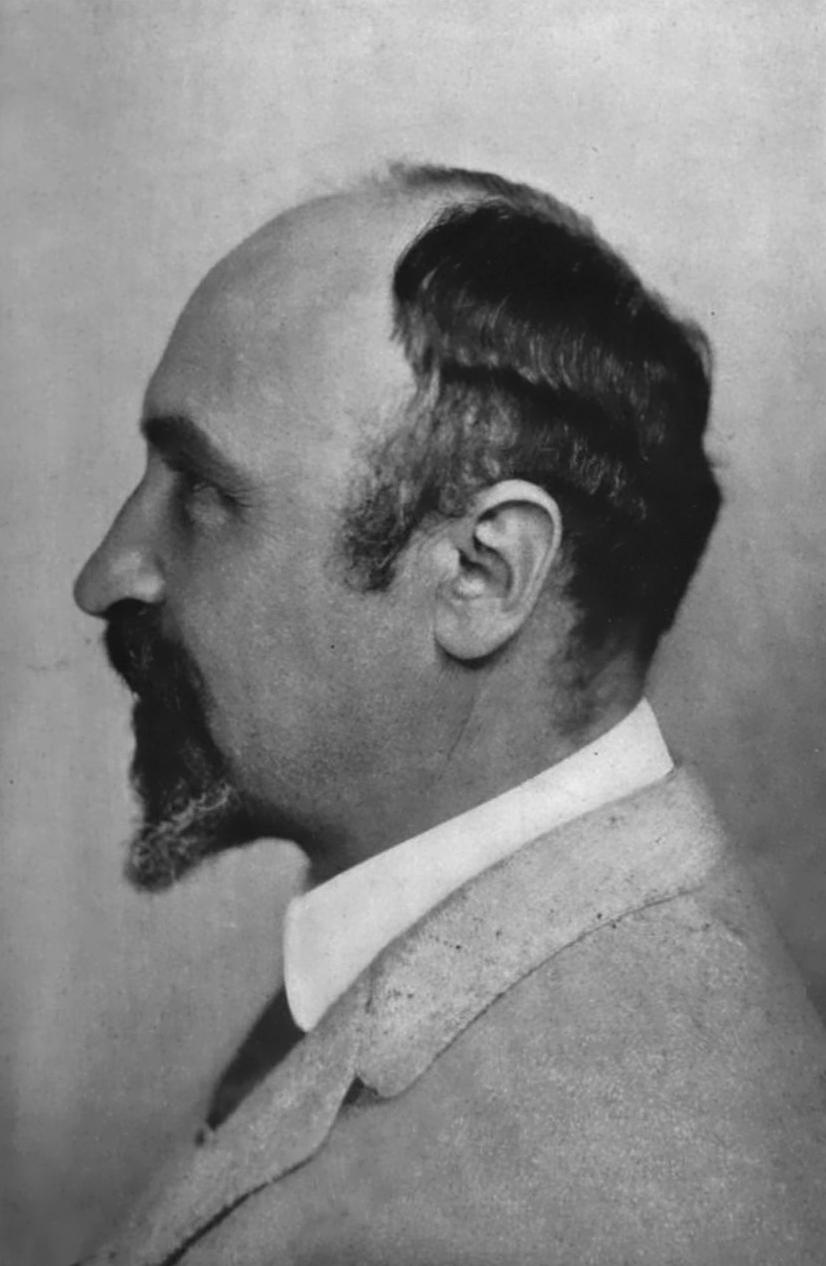
Leo Hendrick Baekeland

Leo Hendrick Baekeland (14 tháng 11 năm 1863 – 23 tháng 2 năm 1944) là nhà hoá học người Mỹ gốc Bỉ. Ông được sinh ra tại Gent (Bỉ) và mất tại Beacon, New York, Hoa Kỳ). Trong thời gian 1905–1907 Baekeland đã phát triển loại nhựa đầu tiên được sản xuất hàng loạt có tên là Bakelite.
Người con trai của một thợ giày này quan tâm đến khoa học tự nhiên ngay từ nhỏ. Ông đã nhận được nhiều khen thưởng trong các bộ môn hóa học, vật lý và kinh tế ngay từ khi là học trò của một trường dạy về ban đêm. Bắt đầu từ năm 1880, một học bổng đã tạo điều kiện cho ông theo học ngành hóa tại trường đại học Gent. Năm 1884 ông viết luận án phó tiến sĩ và từ năm 188 ông là giáo sư hóa tại trường điại học Gent. Năm 1889 ông kết hôn với Celine Swarts, con gái của Theodore Swarts, nguyên là giáo sư hóa của ông.
Ông đã phát minh ra giấy sang ảnh Velox - loại giấy ảnh cho phép các nhà nhiếp ảnh có thể dùng ánh sáng nhân tạo thay thế cho ánh sáng Mặt trời. Sau khi bán phát minh này với số tiền bản quyền 1 triệu đôla cho một công ty nhiếp ảnh, năm 1889, ông và gia đình định cư ở New York trong một chuyến đi nghiên cứu tại Mỹ.
Tại Hoa Kỳ, Baekeland bắt tay nghiên cứu chất cách điện trong phòng thí nghiệm riêng của ông. Sau nhiều nghiên cứu về các quá trình điện hóa, bắt đầu từ năm 1905 ông quay sang các phản ứng giữa phenol và Fomanđêhít. Mãi đến năm 1907, ông đã thành công trong việc tìm ra chất polyoxybenzylmethylenglycolanhydride và đặt tên là Bakelite (gần giống với tên của ông). Năm 1909, chất hoá học nhân tạo này đã chính thức được công bố và ông nhận được bằng sáng chế. Đây được coi là một mốc cực kỳ quan trọng của ngành hoá học, mở đầu cho việc ra đời của hàng loạt các loại nhựa (tên gọi khác là chất dẻo) (plastic) khác như polystyren (năm 1930), nylon (năm 1934)...
Từ đó đến này, nhiều loại nhựa với các tính năng đáp ứng được các yêu cầu kỹ thuật và dân dụng đã được loài người sử dụng. Chúng được ứng dụng trong hầu hết các lĩnh vực, kể cả các lĩnh vực đòi hỏi tính năng cao như hàng không vũ trụ... Tuy nhiên, các chất dẻo tổng hợp lại gây ra mối lo lắng của con người về sự ô nhiễm môi trường.
Ông đã được tặng thưởng Nichols Medal của Hội Hóa học Mỹ vào năm 1909, huy chương Perkin của chi nhánh Hội Công nghiệp Hóa chất tại Hoa Kỳ năm 1916 và Franklin Medal của Viện Franklin vào năm 1940. Baekeland thuộc trong "Danh sách 20 nhà tư tưởng và khoa học gia lớn nhất của thế kỷ 20" do tạp chí Time công bố vào ngày 29 tháng 3 năm 1999.